# Minervareven

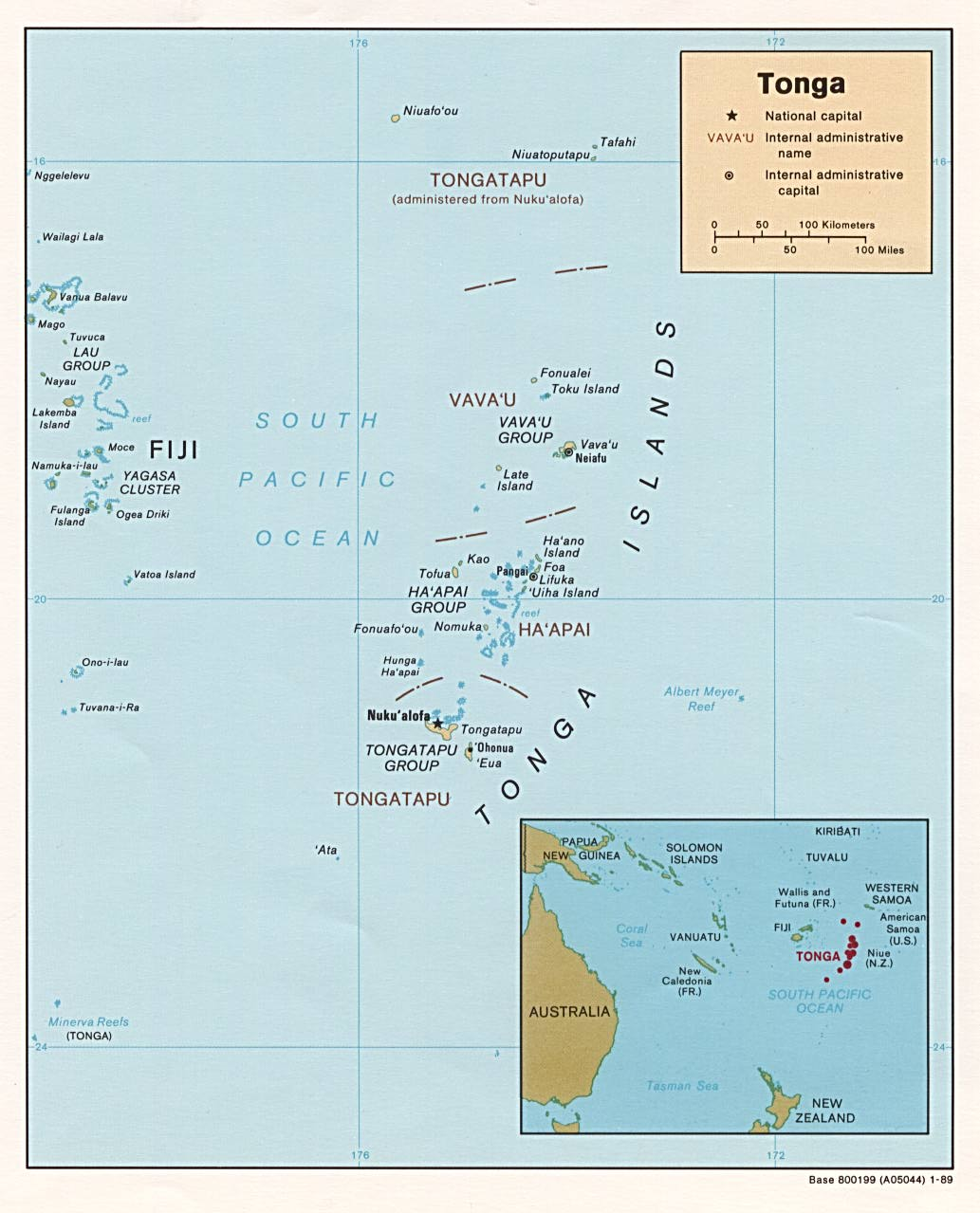
Lägeskarta, Minervareven längst ned till vänster

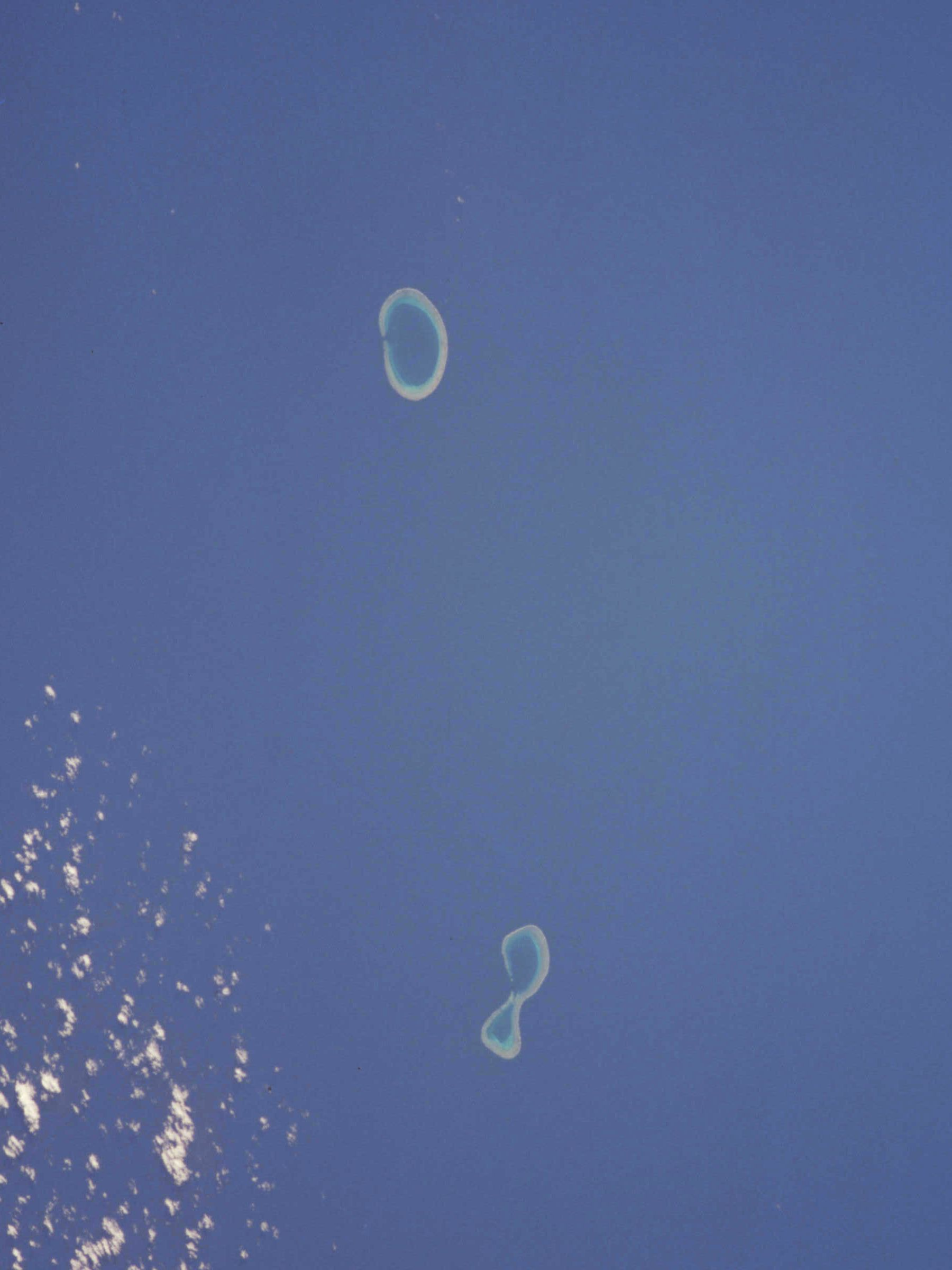
Södra och Norra Minervareven

Minervareven, även känd som Republiken Minerva (tonganska Ongo Teleki "Telekiöarna") är ett korallrevområde i södra Stilla havet som tillhör Tonga. Även Fiji gör anspråk på området.

## Geografi
Minervareven ligger ca 600 km sydväst om Tongatapu och ca 300 km söder om Fiji.
Reven består av två områden ca 20 km ifrån varandra
- Norra revet (Teleki Tokelau)

Det Norra revet är nästan cirkelformad med en diameter på ca 5,6 km och består av korallsten, sandbankar och några småöar. Det finns en passage in till lagunen i den nordvästra delen.
- Södra revet (Teleki Tonga)

Det Södra revet är formad som en 8 med en diameter på ca 4,8 km och består av korallsten och sandbankar. Den östra delen East Reef har en passage in till lagunen medan den västra delen West Reef har en stängd lagun.
Havet kring reven är rik på fisk och ett viktigt fiskfångstområde för Tonga.

## Historia
Minervareven upptäcktes, vad västerlänningar beträffar, 1852 av besättningen på det amerikanska valfångstfartyget "Minerva" som då förliste på det Södra revets västra del. Besättningen räddades av ett annat fartyg.
I juli 1854 utforskade den nyzeeländske kapten H. M. Denham båda reven och namngav dem efter valfångstfartyget.
I januari 1889 undersökte australiske kapten Oldnam möjligheterna för guanoutvinning.
Minervareven har genom århundraden sänkt en rad fartyg. Bland de kända förlisningarna finns det brittiska kabelläggningsfartyget "Strathona" som förliste i oktober 1914, det japanska fraktfartyget "Moshemi" som förliste i mars 1959 och det tonganska fraktfartyget "Tuaikaepau" som förliste i juli 1962.
Under andra världskriget användes området åren 1942 till 1945 av den amerikanska marinen.
Den 19 januari 1972 utropades den nya och självständiga Republiken Minerva (The Principality of Minerva) av amerikanske Michael Oliver och Morris C. Davies. Det Södra revet blev till delstaten Aurora och det Norra revet blev till delstaten Cardea (1).
Under en konferens av "The South Pacific Forum" (nationerna i området) den 24 februari 1972 gjorde nu Tonga formella anspråk på Minervareven och dessa anspråk upprepades den 15 juli. En majoritet av medlemsnationerna (Australien, Cooköarna, Nauru, Nya Zeeland, Samoa och Tonga) erkändes slutligen dessa anspråk i september förutom av Fiji som fortsatt gör anspråk på området (2).
Den 15 juni proklamerade Tongas monark Minervareven som tongansk territorium (3) och den 21 juni 1972 invaderades området av tonganska säkerhetsstyrkor och den minerviska flaggan revs ned.
1982 gjordes ett nytt etableringsförsök under Davies och även denna ockupation avslutades av den tonganska marinen redan efter 3 veckor.